# Ligne Suin
La ligne Suin était une ligne du métro de Séoul ayant un passé de ligne de chemin de fer. Elle disparait lors d'une recomposition de lignes du réseau, elle est incluse dans la nouvelle Ligne Suin–Bundang lors de son ouverture en 2020.

## Historique

### Ligne à voie unique et étroite

#### Chronologie
- 1937, création et ouverture ligne privée à voie étroite de Suwon à Incheon,
- 7 mai 1946, nationalisation de la ligne,
- 1er janvier 1996, fermeture totale de la ligne,
- 4 septembre 2015, déclassement du tracé de la voie étroite.

#### Histoire
La ligne Suin est à l'origine une ligne à voie unique étroite, de la gare de Suwon (à Suwon) à la gare portuaire d'incheon (à Incheon), mise en service en 1937 par la Joseon Gyeongdong Railway pour permettre le transport du sel dans la région de Sorae. La ligne est rachetée, en août 1942, par la Joseon Railway qui est nationalisée le 7 mai 1946. La ligne est alors intégrée dans le réseau ferré national de la Corée.
Lors de la mise en service de la ligne Ansan, la ligne à voie étroite est réduite à la section de Suwon à Handae. La ligne à voie étroite est fermée aux circulations dans sa totalité le 1er janvier 1996 et son ancien tracé est déclassé le 4 septembre 2015.

### Ligne du métro de Séoul

#### Chronologie
- 30 juin 2012, mise en service de Oido à Songdo[3],
- 27 février 2016, mise en service de Oido à Incheon[3],
- 12 septembre 2020, elle devient une section technique de la nouvelle ligne Suin–Bundang[3].

#### Histoire
Une première section de Oido à Songdo est reconstruite sur un nouveau tracé aménagé en double voies électrifiées aux normes du métro. La section est mise en service le 30 juin 2012.
Le service de la ligne disparait, le 12 septembre 2020, lors de la fusion de la ligne Bundang et de la ligne Suin, reliées par un nouveau tronçon complété par l'utilisation en commun d'un tronçon de la ligne 4 du métro de Séoul, pour former la ligne Suin–Bundang. Les anciennes lignes deviennent des sections techniques de la ligne Suin–Bundang qui gère l'exploitation.

## Infrastructure

### Stations
| Code (LS-B) | Station                | Services | Distance en km | Distance cumulée | Ville    | Arrondissement         |             |
| ----------- | ---------------------- | -------- | -------------- | ---------------- | -------- | ---------------------- | ----------- |
|             |                        |          |                |                  |          |                        |             |
| K245        | Suwon                  |          | --             | 0,0              | Suwon-si | Paldal-gu              |             |
| K246        | Gosaek                 |          | 2,7            | 2,7              | Suwon-si | Gwonseon-gu            |             |
| K247        | Omokcheon              |          | 1,6            | 4,3              | Suwon-si | Gwonseon-gu            |             |
| K248        | Eocheon                |          | 5,1            | 9,4              | Hwaseong | (pas d'arrondissement) |             |
| K249        | Yamok                  |          | 2,6            | 12,0             | Hwaseong | (pas d'arrondissement) |             |
| K250        | Sari                   |          | 4,9            | 16,7             | Ansan    | Sangnok-gu             |             |
| K251        | Hanyang Univ. at Ansan |          | 2,2            | 18,9             | Ansan    | Sangnok-gu             |             |
| K252        | Jungang                |          | 1,6            | 20,5             | Ansan    | Danwon-gu              |             |
| K253        | Gojan                  |          | 1,4            | 21,9             | Ansan    | Danwon-gu              |             |
| K254        | Choji                  |          | 1,5            | 23,4             | Ansan    | Danwon-gu              |             |
| K255        | Ansan                  |          | 1,8            | 25,2             | Ansan    | Danwon-gu              |             |
| K256        | Singiloncheon          |          | 2,2            | 27,4             | Ansan    | Danwon-gu              |             |
| K257        | Jeongwang              |          | 2,9            | 30,3             | Siheung  | (pas d'arrondissement) |             |
| K258        | Oido                   |          | 1,4            | 31,7             | Siheung  | (pas d'arrondissement) |             |
| K259        | Darwol                 |          | 2,1            | 33,8             | Siheung  | (pas d'arrondissement) |             |
| K260        | Wolgot                 |          | 1,5            | 35,3             | Siheung  | (pas d'arrondissement) |             |
| K261        | Soraepogu              |          | 1,3            | 36,6             | Incheon  | Namdong-gu             | Namdong-gu  |
| K262        | Incheon Nonhyeon       |          | 1,0            | 37,6             | Incheon  | Namdong-gu             | Namdong-gu  |
| K263        | Hogupo                 |          | 1,3            | 38,9             | Incheon  | Namdong-gu             | Namdong-gu  |
| K264        | Namdong Induspark      |          | 1,3            | 40,2             | Incheon  | Namdong-gu             | Namdong-gu  |
| K265        | Woninjae               |          | 1,0            | 41,2             | Incheon  | Yeonsu-gu              | Yeonsu-gu   |
| K266        | Yeonsu                 |          | 0,9            | 42,1             | Incheon  | Yeonsu-gu              | Yeonsu-gu   |
| K267        | Songdo                 |          | 2,7            | 44,8             | Incheon  | Yeonsu-gu              | Yeonsu-gu   |
| K268        | (Hagik 2026)           |          | 1,3            | 46,1             | Incheon  | Michuhol-gu            | Michuhol-gu |
| K269        | Inha University        |          | 1,1            | 47,2             | Incheon  | Michuhol-gu            | Michuhol-gu |
| K270        | Sungui                 |          | 1,8            | 49,0             | Incheon  | Michuhol-gu            | Michuhol-gu |
| K271        | Sinpo                  |          | 1,5            | 50,5             | Incheon  | Jung-gu                | Jung-gu     |
| K272        | Incheon                |          | 1,1            | 52,3             | Incheon  | Jung-gu                | Jung-gu     |
|             |                        |          |                |                  |          |                        |             |

## Exploitation
La ligne Suin est une section technique de la ligne Suin–Bundang.